# NGC 1746
NGC 1746 è un asterismo visibile nella costellazione del Toro; è visibile anche con piccoli strumenti.

## Osservazione

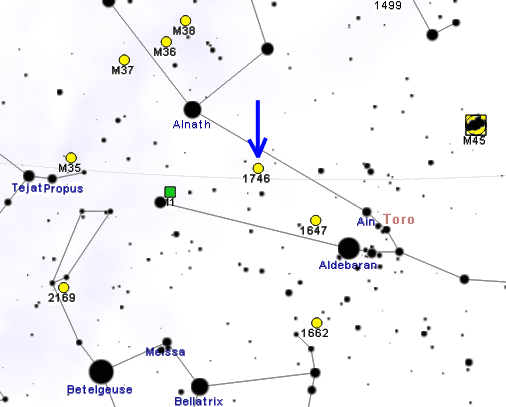
Mappa per trovare NGC 1746.

NGC 1746 è individuabile anche con un binocolo, 5 gradi a sud-ovest della stella β Tauri, in un'area povera di stelle per la presenza di grandi e densi banchi di nebulose oscure, facenti parte del Complesso nebuloso molecolare del Toro. In un binocolo 10x50 sono visibili una dozzina di stelle, di colore arancio-rosso, disperse in un'area dal raggio di quasi un grado; un piccolo telescopio consente di rilevare una concentrazione di stelle leggermente maggiore nel settore di NE, nei pressi di due stelle arancioni di settima e ottava magnitudine (le quali ad un'attenta osservazione si rivelano doppie). La presenza abbondante di stelle giganti rosse denota un'età avanzata dell'ammasso, il quale non contiene infatti nessuna stella azzurra.
Trovandosi vicinissimo all'eclittica, è visibile da tutte le aree della Terra ad eccezione delle regioni antartiche; inoltre, a causa di questa posizione, viene frequentemente occultato dalla Luna o oscurato dalla brillantezza dei pianeti del nostro sistema solare.

## Storia delle osservazioni
Nonostante la sua luminosità e le sue grandi dimensioni, NGC 1746 venne individuato per la prima volta soltanto nel 1863, quando Heinrich Louis d'Arrest lo osservò attraverso un telescopio rifrattore da 11 pollici; John Herschel lo inserì fra gli ultimi oggetti del suo General Catalogue of Nebulae and Clusters, assegnandogli il numero 5349.

## Caratteristiche

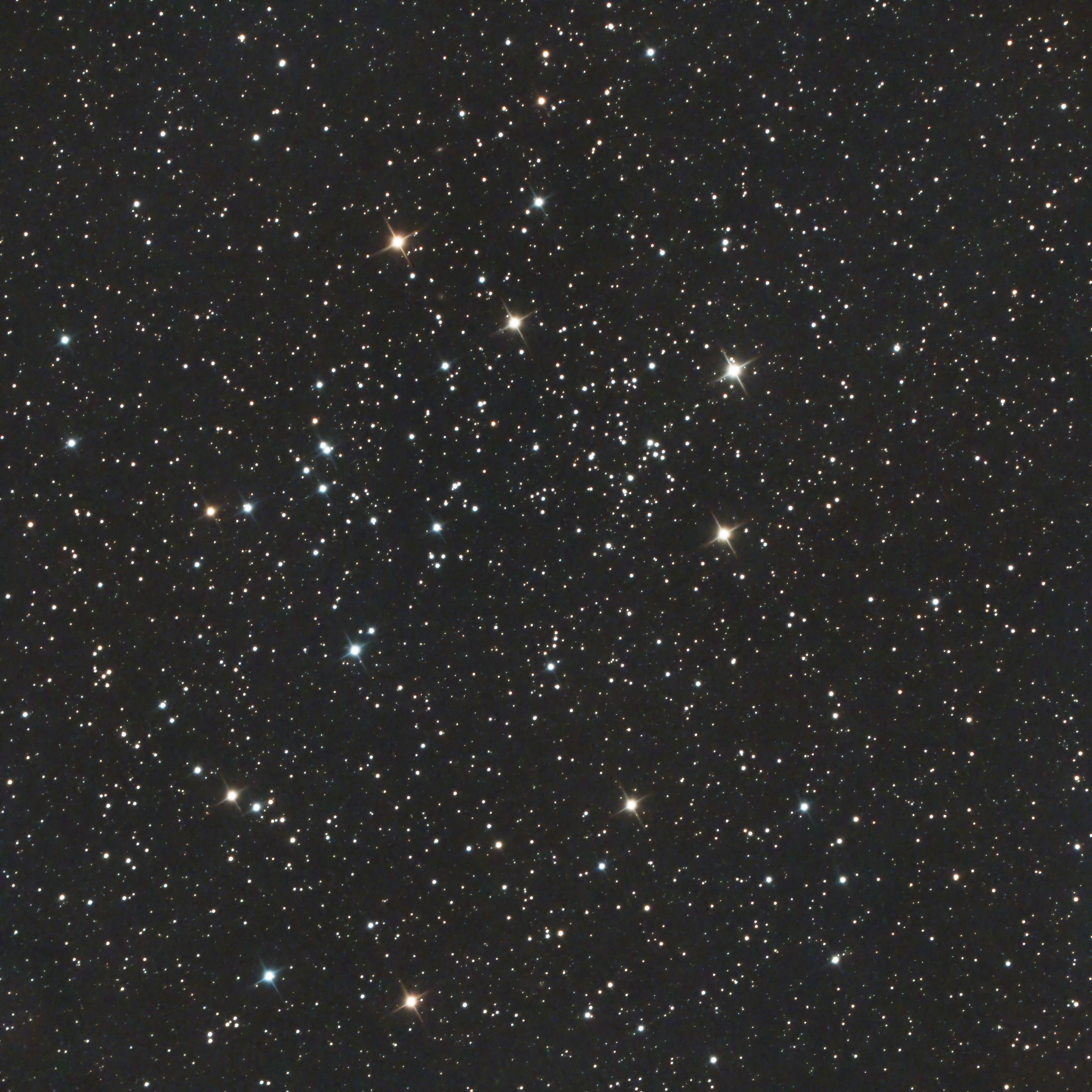
NGC 1746 in una fotografia amatoriale.

NGC 1746 è un oggetto piuttosto grande, con una nutrita popolazione di oltre un centinaio di componenti fino alla magnitudine 13; nonostante ciò, è un oggetto relativamente poco conosciuto e studiato.
Nel 1998 viene pubblicato uno studio fotometrico che prende in esame questo e altri due ammassi che sembrano sovrapporsi parzialmente ad esso, NGC 1750 e NGC 1758; secondo questo studio l'oggetto catalogato come NGC 1746 risulta essere non esistente, mentre è stato individuato almeno un ammasso reale in direzione degli altri due.